# ماکسیمیلیان گیرمسکی

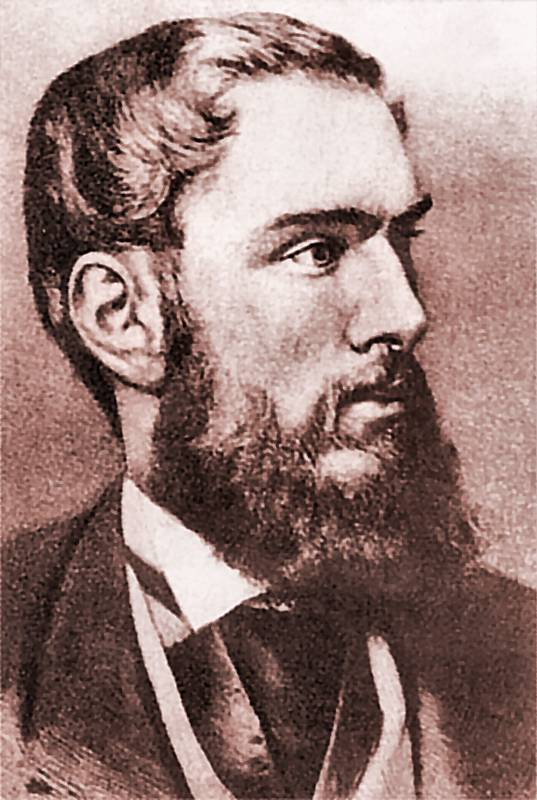
ماکسیمیلیان گیرمسکی

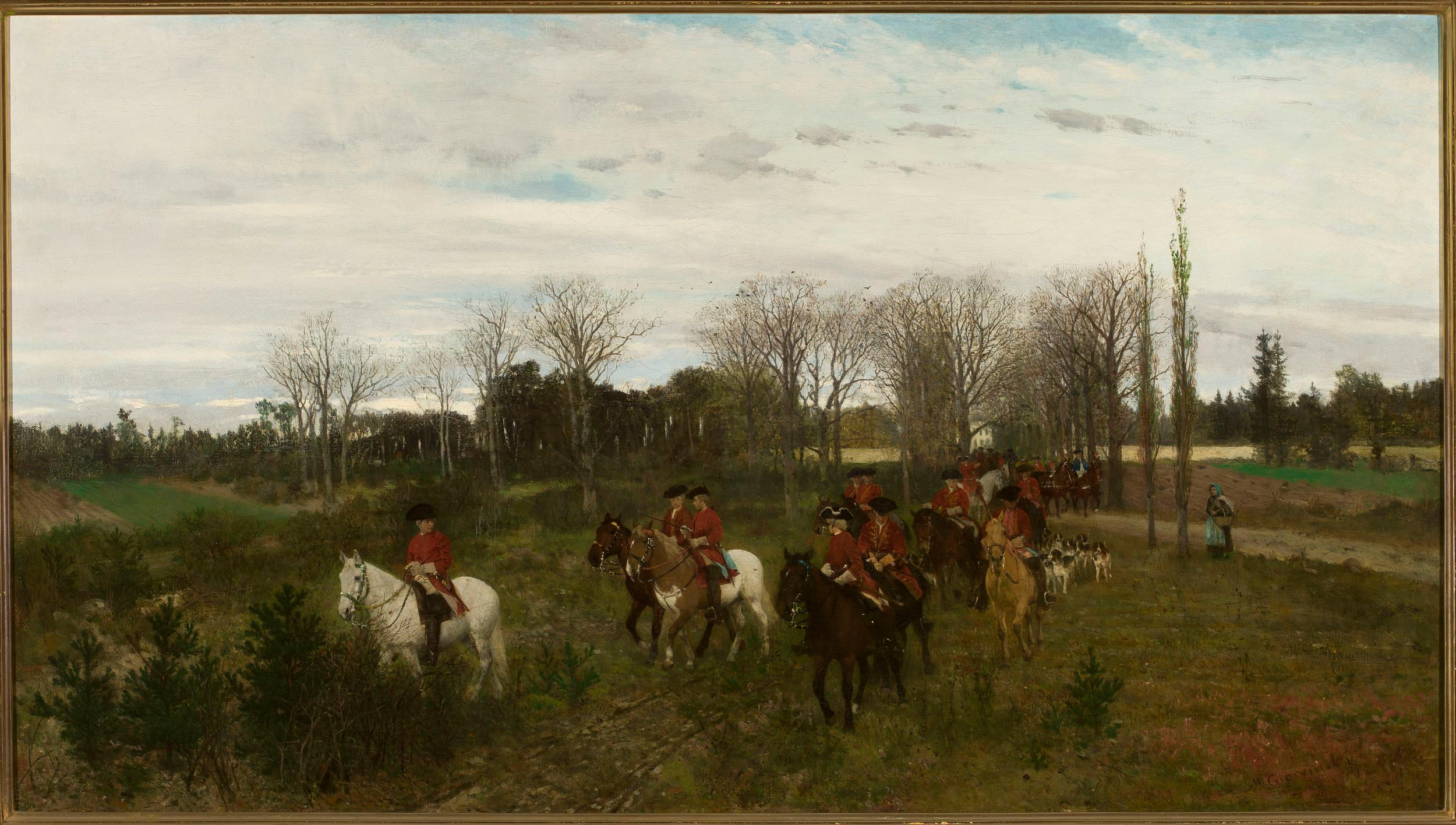
ماکسیمیلیان گیرمسکی، یک مهمانی شکار ، ۱۸۷۱

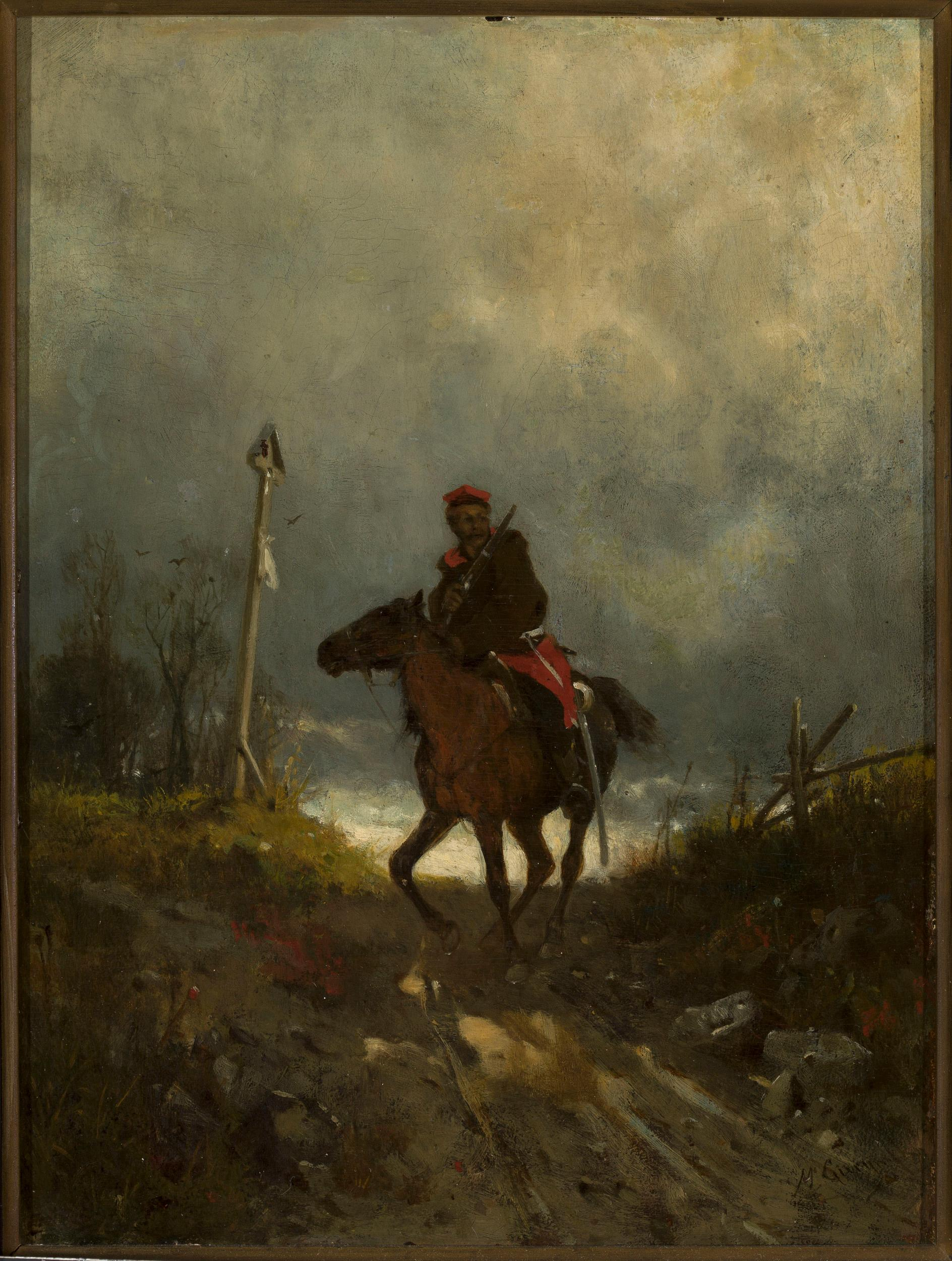
ماکسیمیلیان گیرمسکی، شورشی از ۱۸۶۳ ، س. ۱۸۶۹

ماکسیمیلیان دیونیزی گیرمسکی (۱۸۴۶ در ورشو – ۱۸۷۴ در رایشن هال ، باواریا) نقاش لهستانی بود که بیشتر در آبرنگ تخصص داشت. او برادر بزرگتر نقاش الکساندر گیرمسکی بود.
به عنوان یک پسر هفده ساله، در قیام ژانویه شرکت کرد. او ابتدا در مدرسه طراحی ورشو تحصیل کرد، اما سپس در سال ۱۸۶۷ بورسیه دولتی دریافت کرد و برای تحصیل در آکادمی هنرهای زیبا به مونیخ رفت. او یکی از نقاشان برجسته مکتب رئالیستی مونیخ شد. او که در ابتدا بیشتر به خاطر نقاشی‌های تصویرگر جنگ شناخته می‌شد، بسیاری از نقاشی‌های منظره، به‌ویژه از جنوب لهستان که چندین بار از آنجاها بازدید کرده بود را نیز آفرید.
او که در اروپای غربی کاملاً موفق بود، در لهستان سده نوزدهم مورد تأیید و محبوبیت قرار نگرفت، اگرچه از سال ۱۸۶۸ به بعد، به طور مرتب نقاشی‌هایی را برای نمایشگاه‌های ورشو ارسال می‌کرد.